# Nikolaï Petrovitch Cheremetiev

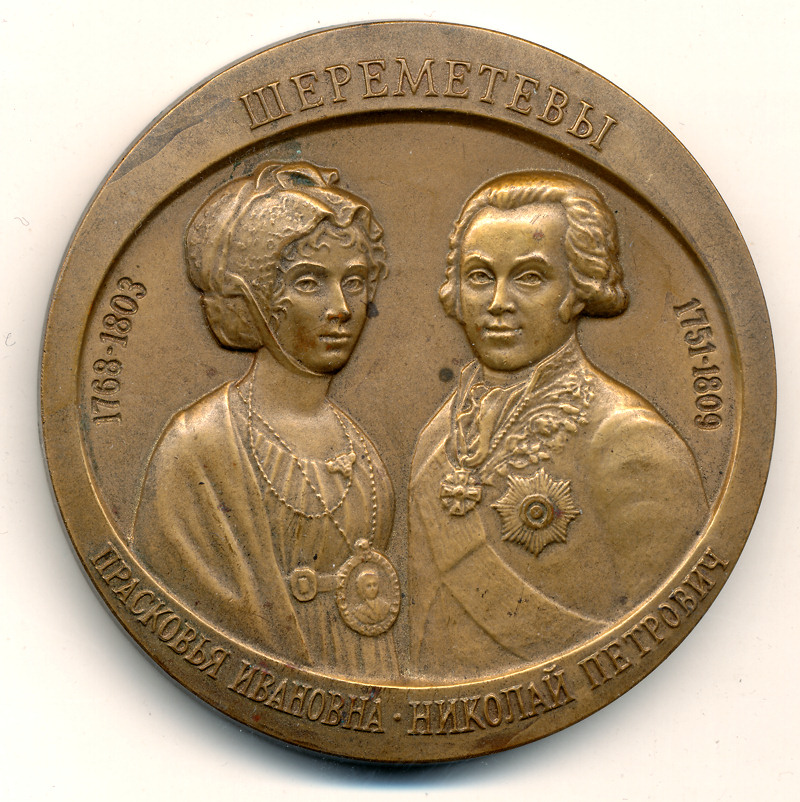
Médaille frappée pour le bi-centenaire de la fondation de l'hôpital Cheremetiev

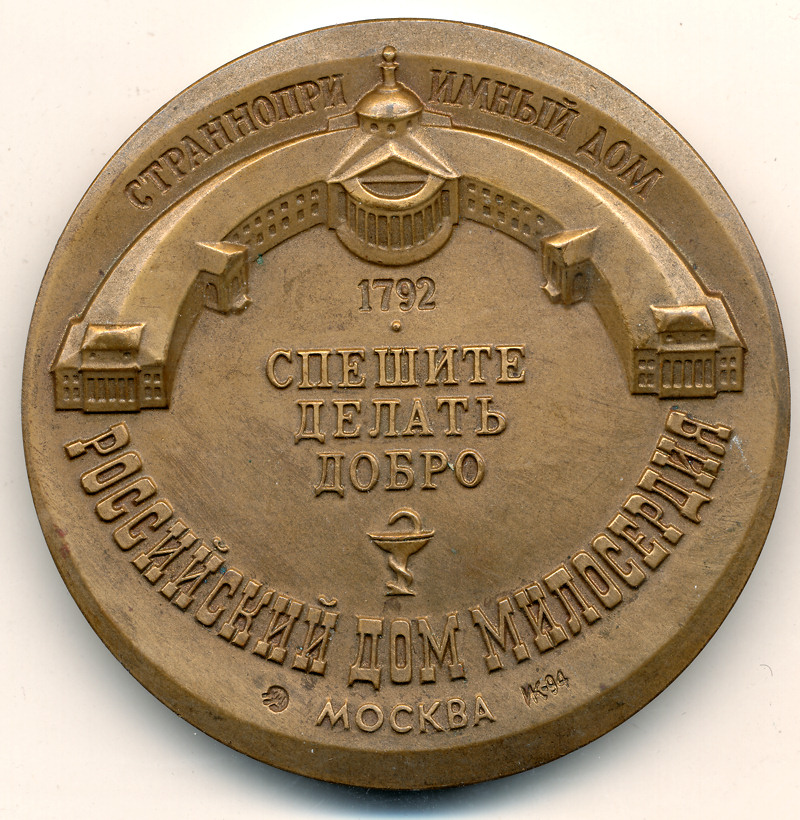
Revers de la médaille

Nikolaï Petrovitch Cheremetiev (Николай Петрович) (1751—1809) est un collectionneur et mécène russe de la fin du XVIIIe siècle et du tout début du XIXe siècle. C'est à son initiative que fut fondé l'hôpital qui porte son nom à Moscou.

## Biographie
Il épouse Prascovia Ivanovna Kovaliova (Прасковья Ивановна) (1768-1803), ancienne actrice serve de la famille Cheremetiev. Il est le père du comte Dimitri Nikolaïevitch Cheremetiev.